# Metodologija ankete
Polje primenjene statistike ljudskog istraživačkog anketiranja, metodologija ankete proučava uzorkovanje individualnih jedinica iz populacije i povezane tehnike prikupljanja podataka iz ankete, kao što su konstrukcija upitnika i metode za poboljšanje brojnosti i tačnosti odgovora na ankete. Metodologija ankete obuhvata instrumente ili postupke kojima se postavlja jedno ili više pitanja na koja je moguće dobiti odgovor.
Istraživači sprovode statističke ankete s ciljem izvođenja statističkih zaključka o populaciji koja se proučava, a takvi zaključci snažno zavise od korišćenih anketnih pitanja. Ankete o javnom mnjenju, ankete o javnom zdravstvu, ankete o istraživanju tržišta, vladine ankete i popisi stanovništva, svi su primeri kvantitativnih istraživanja koja koriste metodologiju anketiranja da odgovore na pitanja o populaciji. Iako popisi ne sadrže „uzorak”, oni uključuju i druge aspekte metodologije anketiranja, poput upitnika, anketara i tehnika praćenja odsustva odgovora. Ankete pružaju važne informacije za sve vrste javnih informacija i polja istraživanja, npr. marketinška istraživanja, psihologija, zdravstvena zaštita i sociologija.

## Pregled
Pojedinačno istraživanje se sastoji od bar uzorka (ili kompletne populacije u slučaju popisa), metode prikupljanja podataka (npr. upitnika) i pojedinačnih pitanja ili stavki koje postaju podaci koji se mogu statistički analizirati. Pojedinačna anketa se može usredsrediti na različite tipove tema kao što su preferencije (npr. za predsedničkog kandidata), mišljenja (npr. da li bi pobačaj trebao biti legalan?), ponašanje (pušenje i upotreba alkohola) ili činjenične informacije (npr. prihod), zavisno od njegove namene. Pošto se anketno istraživanje skoro uvek zasniva na uzorku populacije, uspeh istraživanja zavisi od reprezentativnosti uzorka u odnosu na ciljanu populaciju koja istraživača zanima. Ta ciljna populacija može biti u rasponu od opšte populacije određene zemlje do specifičnih grupa ljudi u toj zemlji, do liste članova profesionalne organizacije ili liste učenika upisanih u školski sistem (pogledajte takođe uzorkovanje (statistika) i anketno uzorkovanje). Osobe koje odgovore na anketu nazivaju se ispitanicima, a u zavisnosti od postavljenih pitanja njihovi odgovori mogu se predstavljati njih kao pojedince, njihova domaćinstva, poslodavce ili druge organizacije koje predstavljaju.
Metodologija ankete kao naučno polje teži da identifikuje principe dizajna uzorka, instrumenata za prikupljanje podataka, statističko prilagođavanje podataka i obradu podataka, kao i konačnu analizu podataka koja može stvoriti sistematske i slučajne greške u istraživanju. Anketne greške se ponekad analiziraju u vezi sa troškovima ankete. Ograničenja troškova ponekad se razmatraju kao poboljšanje kvaliteta unutar ograničenja troškova ili, alternativno, smanjenje troškova za fiksni nivo kvaliteta. Metodologija anketiranja je naučna oblast i profesija, što znači da se deo stručnjaka u polju empirijski fokusira na anketne greške, dok drugi dizajniraju ankete s ciljem redukovanja grešaka. Za dizajnere anketa, radni zadatak uključuje donošenje velikog broja odluka o hiljadama individualnih karakteristika ankete u cilju njihovog poboljšanja.

## Odabir uzoraka
Uzorak se bira iz okvira uzorkovanja koje se sastoji od liste svih članova interesne populacije. Cilj ankete nije da se opiše uzorak, već veća populacija. Ova sposobnost generalizacije zavisi od reprezentativnosti uzorka, kao što je gore navedeno. Svaki član populacije se naziva elementom. Često se nailazi na poteškoće pri izboru reprezentativnog uzorka. Jedna uobičajena greška koja rezultira je pristrasnost izbora. Pristrasnost selekcije nastaje kada procedure koje se koriste za odabir uzorka dovode do prevelike ili nedovoljne zastupljenosti nekog značajnog aspekta populacije. Na primer, ako se populacija od interesa sastoji od 75% žena i 25% muškaraca, a uzorak se sastoji od 40% žena i 60% muškaraca, žene su nedovoljno zastupljene, dok su muškarci prezastupljeni. Da bi se minimizovale pristrasnosti izbora, često se koristi stratifikovano randomno uzorkovanje. Ovo je kada je populacija podeljena na podpopulacije koje se nazivaju stratumi, a nasumični uzorci se izvlače iz svakog od stratuma, ili se elementi izvlače za uzorak na proporcionalnoj osnovi.

## Načini prikupljanja podataka
Postoji nekoliko načina za sprovođenje ankete. Na izbor između načina administracije utiče nekoliko faktora, uključujući
- troškovi,
- pokrivenost ciljne populacije,
- fleksibilnost postavljanja pitanja,
- spremnost ispitanika da učestvuju i
- tačnost odgovora.

Različite metode stvaraju modove efekata koji menjaju način na koji ispitanici odgovaraju, i različite metode imaju različite prednosti. Najčešći načini administracije se mogu sažeti kao:
- Telefon
- pošta
- Onlajn ankete
- Lične ankete kod kuće
- Lična anketa presretanjem u tržnom centru ili na ulici
- Hibridi predhono navedenih.

## Literatura
- Abramson, J.J. and Abramson, Z.H. (1999). Survey Methods in Community Medicine: Epidemiological Research, Programme Evaluation, Clinical Trials. ISBN 0-443-06163-7. (5th edition). London: Churchill Livingstone/Elsevier Health Sciences.
- Adèr, H. J., Mellenbergh, G. J., and Hand, D. J. (2008). Advising on research methods: A consultant's companion. Huizen, The Netherlands: Johannes van Kessel Publishing.
- Andres, Lesley (2012). "Designing and Doing Survey Research". London: Sage.
- Dillman, D.A. (1978). Mail and telephone surveys: The total design method. New York: Wiley. ISBN 0-471-21555-4.
- Engel. U., Jann, B., Lynn, P., Scherpenzeel, A. and Sturgis, P. (2014). Improving Survey Methods: Lessons from Recent Research. New York: Routledge. ISBN 978-0-415-81762-2.
- Groves, R.M. (1989). Survey Errors and Survey Costs. ISBN 0-471-61171-9.  Wiley.
- Griffith, James. (2014) "Survey Research in Military Settings." in Routledge Handbook of Research Methods in Military Studies edited by Joseph Soeters, Patricia Shields and Sebastiaan Rietjens.pp. 179–193. New York: Routledge.
- Leung, Wai-Ching (2001) "Conducting a Survey", in Student BMJ, (British Medical Journal, Student Edition), May 2001
- Ornstein, M.D. (1998).  „Survey Research.”. Current Sociology. 46 (4).iii-136.
- Prince, Stephanie A.; Adamo, Kristi B.; Hamel, Meghan; Hardt, Jill; Connor Gorber, Sarah; Tremblay, Mark (2008). „A comparison of direct versus self-report measures for assessing physical activity in adults: A systematic review”. International Journal of Behavioral Nutrition and Physical Activity. 5: 56. PMC 2588639 . PMID 18990237. doi:10.1186/1479-5868-5-56 .
- Shaughnessy, J. J., Zechmeister, E. B., & Zechmeister, J. S. (2006). Research Methods in Psychology (Seventh Edition ed.). ISBN 0-07-111655-9.. McGraw–Hill Higher Education.  (pp. 143–192)
- Singh, S. (2003). Advanced Sampling Theory with Applications: How Michael Selected Amy. Kluwer Academic Publishers, The Netherlands.
- Soeters, Joseph; Shields, Patricia and Rietjens, Sebastiaan.(2014). Routledge Handbook of Research Methods in Military Studies New York: Routledge.
- Surveys на веб-сајту  (језик: енглески)
- Shackman, G. What is Program Evaluation? A Beginners Guide 2018
- David S. Moore and George P. McCabe (February . "Introduction to the practice of statistics. 2005. ISBN 0-7167-6282-X." (5th edition). W.H. Freeman & Company.
- Freedman, David; Pisani, Robert; Purves, Roger (2007). Statistics (4th изд.). New York: Norton. ISBN 978-0-393-92972-0. Архивирано из оригинала 06. 07. 2008. г.
- Scheaffer, Richard L., William Mendenhal and R. Lyman Ott. Elementary survey sampling, Fifth Edition. Belmont: Duxbury Press, 1996.
- Cochran, William G. (1977). Sampling techniques (Third изд.). Wiley. ISBN 0-471-16240-X.
- Lohr, Sharon L. (1999). Sampling: Design and analysis. Duxbury. ISBN 0-534-35361-4.
- Särndal, Carl-Erik; Swensson, Bengt; Wretman, Jan (1992). Model assisted survey sampling. Springer-Verlag. ISBN 0-387-40620-4.
- Deming, W. Edwards (1966). Some Theory of Sampling. Dover Publications. ISBN 0-486-64684-X. OCLC 166526.
- Kish, Leslie (1995). Survey Sampling. Wiley. ISBN 0-471-10949-5.
- Robert Groves, et alia (2004). Survey methodology (1st изд.). ISBN 0-471-48348-6. (2010) Second edition of the (2004).

## Spoljašnje veze
- -author= -